# Mannitol
Mannitol är en sockeralkohol som förekommer naturligt bland annat i alger, svampar och selleri. Det framställs genom hydrogenering av fruktos/glukos. Det förekommer endast i kristalliserad form och har en söthet på 60 – 70 % jämfört med vanligt rörsocker. Mannitol har en väldigt låg hygroskopitet samt låg löslighet. Som livsmedelstillsats har det E-nummer 421. Det används i första hand i läkemedel men också som sötningsmedel i konfektyr eller tuggummin.